# 劉廷簠
劉廷簠（1472年—？），字器重，富峪衛軍籍，江西安福縣人，明朝政治人物。

## 生平
正德二年（1507年）丁卯科順天府鄉試第一百零七名舉人。正德六年（1511年）中式辛未科會試第九十二名，登第三甲第一百一十三名進士。正德七年（1512年）任河南杞縣知縣，

## 家族
曾祖劉士敏；祖父劉希佐，曾任壽官；父劉震彖，母習氏；繼母彭氏。永感下。